# Konrad Fuchs (Ökonom)
Konrad Dietmar Fuchs (* 26. November 1938 in Salzburg) ist ein österreichischer Ökonom und Finanzmanager.

## Leben
Konrad Fuchs war nach einer kaufmännischen Lehre als Lebensmittelhändler tätig. Als Externer maturierte er und studierte von 1961 bis 1965 Ökonomie mit Schwerpunkt Revision an der Hochschule für Welthandel. Von 1965 bis 1972 war er Wissenschaftlicher Assistent am Lehrstuhl für Bankbetriebslehre von Hans Krasensky. 1968 wurde er mit summa cum laude mit einer Arbeit über die Formen und Erklärungsversuche des Unternehmenswachstums promoviert. 1972 habilitierte er sich mit der betriebswirtschaftlichen Schrift „Kurseinflußfaktoren österr. Aktien - Eine empirische betriebswirtschaftliche Fundamentalanalyse“. Nach einem kurzen Engagement für die UNIDO in Ägypten 1971 wechselte er zu einem Forschungsaufenthalt an der Columbia University in New York City.
1972 trat er in die Geschäftsleitung der ERSTEN österreichischen Spar-Casse Bank AG ein. 1979 wurde er stellvertretender und 1989 Generaldirektor und Vorsitzender des Vorstandes. Unter seiner Führung wurde die ERSTE zur Aktiengesellschaft umgewandelt und das Bankgeschäft umfassend restrukturiert. 1997 trat er auf eigenen Wunsch zurück.
Fuchs war langjährig Dozent für Bankautomation und -management an den Lehrstühlen für Bankbetriebslehre und Wirtschaftsinformatik der Wirtschaftsuniversität Wien. Er wurde zum ordentlichen Universitätsprofessor ernannt. Seine Arbeitsschwerpunkte war die Betriebswirtschaftslehre in der öffentlichen Verwaltung, Bankautomation, Bankplanung und Wertpapieranalyse.
Er ist Mitglied des Aufsichtsrates mehrerer Finanzdienstleistungsunternehmen, wie der UNIQA Versicherungen (1999–2009). 1989 wurde er Finanzreferent und Vizepräsident der Wirtschaftskammer Wien. Seit 1999 ist er Vorsitzender der Übernahmekommission zur Überwachung von Übernahmen börsennotierter Unternehmen.

## Privates
Fuchs ist mit der Juristin Gertraud Fuchs verheiratet und hat vier Kinder.

## Auszeichnungen
Er wurde 1992 mit dem Großen Silbernen Ehrenzeichen für Verdienste um die Republik Österreich und 1997 mit dem Großen Goldenen Ehrenzeichen für Verdienste um die Republik Österreich ausgezeichnet.
2005 wurde er für sein Engagement um den Börsenplatz Wien mit dem IVA-David 2005 der Austrian Shareholder Association ausgezeichnet.
Er ist seit 1991 Ehrenmitglied der katholischen Studentenverbindung KÖHV Franco-Bavaria Wien im ÖCV.
Er ist Kuratoriumsmitglied der „Kardinal König-Stiftung“ und der Stiftung Pro Oriente. Er ist Ethikbeiratsmitglied des Bankhaus Schelhammer & Schattera KAG.